# Aéroport de Tulcán
L'aéroport Teniente Coronel Luis A. Mantilla (code IATA : TUA • code OACI : SETU) est un aéroport de Tulcán, en Équateur. Jusqu'en Janvier 2015, Tulcán était une escale desservie par la compagnie équatorienne TAME sur la liaison internationale Quito-Cali (Colombie) via Tulcán. Depuis Janvier 2015, l'aéroport de Tulcán n'accueille plus de vols commerciaux. Il n'accueille plus que de rares vols spéciaux, comme le 17 octobre 2015 avec la venue de trois appareils du gouvernement équatorien afin de réaliser une réunion du Conseil des Ministres à Tulcán en vue d'analyser la crise économique qui touche la province du Carchi. Début 2016, plusieurs hypothèses étaient envisagées pour l'avenir de l'aéroport Luis A. Mantilla : reprise de la liaison Quito-Cali via Tulcán, conversion en aéroport de fret international, en particulier pour l'exportation des roses produites dans le nord de la  Sierra équatorienne, ou conversion vers d'autres fins des installations de l'aéroport. Le 15 Décembre 2015, un Conseil des ministres binational Équateur-Colombie réuni à Ipiales a déclaré que l'aéroport San Luis de cette ville, qui dispose de deux pistes et est situé en territoire colombien à quelques kilomètres seulement de celui de Tulcán, devient un aéroport binational, qui pourrait à terme accueillir des vols vers Cali et Bogotá, en Colombie et vers Quito et Guayaquil, en Équateur.

## Accident du vol TAME 120
Le 28 janvier 2002, un Boeing 727-134 de la TAME s'est écrasé sur le volcan Cumbal, en territoire colombien, tuant les 87 passagers et les 7 membres d'équipage. L'appareil effectuait le Vol TAME 120 de Quito à Cali via Tulcán. L'accident a eu lieu alors que les pilotes effectuaient l'approche sur Tulcán. Les causes retenues pour cet accident ont été la décision d'atterrir malgré une visibilité insuffisante, et l'entrée dans le circuit d'approche à une vitesse trop élevée, conduisant l'avion à s'écarter de la trajectoire d'approche normale pour entrer en collision avec les pentes du Cumbal.

## Situation
| \| 100 km1:8 036 000 \|Seymour San Cristóbal Cuenca Esmeraldas Guayaquil Latacunga-Cotopaxi Manta Salinas Machala/Santa Rosa Tulcán Quito Coca Lago Agrio Loja Macas |
| 100 km1:8 036 000 |